# Nana-Mambéré
Nana-Mambéré ist eine Präfektur der Zentralafrikanischen Republik mit der Hauptstadt Bouar. Die Größe der Präfektur beträgt 27.200 km². Mit Stand 2022 wurden 341.796 Einwohner gemeldet.
Nana-Mambéré ist unterteilt in 4 Subpräfekturen (jeweils mit ihrer Hauptstadt in Klammern):
- Bouar (Bouar)
- Baboua (Baboua)
- Baoro (Baoro)
- Abba (Abba)

## Geographie
Die Präfektur liegt im Westen des Landes und grenzt im Nordosten an die Präfektur Ouham-Pendé, im Osten an die Präfektur Ombella-Mpoko, im Süden an die Präfektur Mambéré und im Westen an Kamerun. In der Präfektur liegt das Yadé-Massiv, das sich vom Osten Kameruns in den Westen der Zentralafrikanischen Republik erstreckt.